# ババ・ショバート
ドン・ウェイン・"ババ"・ショバート（Don Wayne "Bubba" Shobert、1962年1月29日 - ）はアメリカ合衆国テキサス州ラボック出身の元オートバイレーサー。1988年のAMAスーパーバイクチャンピオンである。

## 略歴
1985年から1987年まで3年連続AMAグランドナショナル・ダートトラックチャンピオンとなり、1988年にはアメリカ・ホンダからAMAスーパーバイクに参戦してチャンピオンになった。
1989年にホンダからロードレース世界選手権500ccクラスに参戦を開始する。しかし、ショバートのグランプリキャリアはわずか3戦で終わりを迎えることになった。
ラグナ・セカで開催された第3戦アメリカグランプリでチェッカーが振られた後、4位でフィニッシュしたケビン・マギーがクールダウンラップ中にコース中央でバーンアウトをしてタイヤスモークを上げていところに、レース後に並走してエールを贈りあっていた9位のショバートと3位のエディ・ローソンが通りかかった。ローソンはかろうじて避けることができたが、ショバートは100mph（約160km/h）以上のスピードでマギーに激突した。
この事故で頭部に重傷を負ったショバートは何ヶ月にも渡るリハビリの末に回復することができたが、二度と自身がレースに出場することはなく、その後はいくつかのAMAグランドナショナル・ダートトラックのチームで監督をつとめた。
1998年にAMAモーターサイクル殿堂入り。

## 主な戦績

### ロードレース世界選手権
- 凡例
- ボールド体のレースはポールポジション、イタリック体のレースはファステストラップを記録。

| 年   | クラス | マシン       | 1      | 2      | 3     | 4     | 5     | 6     | 7     | 8     | 9     | 10    | 11    | 12    | 13    | 14    | 15    | ポイント | 順位 | 優勝 |
| ---- | ------ | ------------ | ------ | ------ | ----- | ----- | ----- | ----- | ----- | ----- | ----- | ----- | ----- | ----- | ----- | ----- | ----- | -------- | ---- | ---- |
| 1988 | 250cc  | CAMEL ホンダ | JPN -  | USA 5  | SPA - | EXP - | ITA - | GER - | AUT - | NED - | BEL - | YUG - | FRA - | GBR - | SWE - | CZE - | BRA - | 11       | 27位 | 0    |
| 1989 | 500cc  | CABIN ホンダ | JPN 11 | AUS NC | USA 9 | SPA - | ITA - | GER - | AUT - | YUG - | NED - | BEL - | FRA - | GBR - | SWE - | CZE - | BRA - | 12       | 22位 | 0    |

### 鈴鹿8時間耐久ロードレース
| 年   | チーム                  | ペアライダー   | 車番 | マシン         | タイヤ | 予選順位 | 決勝順位 | 周回数 |
| ---- | ----------------------- | -------------- | ---- | -------------- | ------ | -------- | -------- | ------ |
| 1988 | ゼネラル・Number TAICHI | ジム・フィリス | 200  | ホンダ・RVF750 | M      | 12       | 39位     | 156    |